# Anna Cruz i Lebrato
Anna Cruz i Lebrato   (Badalona, 27 d'octubre de 1986) va ser una jugadora de bàsquet professional catalana, ara ja retirada. Ocupava la posició d'escorta i va ser internacional absoluta amb la selecció espanyola des del 2009 fins al 2021.
També va militar a les New York Liberty on va debutar el 4 de maig de 2014 contra les Connecticut Sun, en un partit en què va fer dos punts. El 2015, va ser traspassada a Minnesota Lynx, equip amb el qual va aconseguir l'anell de la WNBA. Es tracta de la primera jugadora bàsquet femení catalana, i la segona de nacionalitat espanyola (després d'Amaya Valdemoro) a aconseguir-ho.
A principis de 2021 va abandonar la selecció espanyola de bàsquet femení en el que més tard es va conèixer com un cas de mobbing per part de l'entrenador Lucas Mondelo que la pressionava per qüestions de pes.
En el mes d'abril de 2025, i sent jugadora de la Penya a la Lliga Femenina, anuncia que es retirava a final de la temporada.
És llicenciada en Comunicació Audiovisual i màster en Periodisme esportiu.

## Palmarès
Clubs
- 1 Campionat de la WNBA: 2015
- 1 Eurolliga de bàsquet femenina: 2016-17
- 1 Lliga espanyola de bàsquet femenina: 2004-05
- 2 Copa espanyola de bàsquet femenina: 2010-11, 2012-13
- 2 Lliga catalana de bàsquet femenina: 2003-04, 2008-09

Selecció espanyola
- 1 medalla d'argent als Jocs Olímpics d'estiu de 2016[10]
- 1 medalla d'argent al Campionat del Món de bàsquet femení: 2014
- 2 medalles de bronze al Campionat del Món de bàsquet femení: 2010, 2018
- 3 medalles d'or al Campionat d'Europa de bàsquet femení: 2013, 2017, 2019
- 2 medalles de bronze al Campionat d'Europa de bàsquet femení: 2009, 2015